# Bundesarbeitskreis kritischer Juragruppen
Der Bundesarbeitskreis kritischer Juragruppen (BAKJ) ist ein 1989 gegründetes Netzwerk linker kritischer Initiativen im juristischen Ausbildungsbereich. In ihm sind studentische Gruppen an juristischen Fachbereichen sowie Rechtsreferendare und interessierte Einzelpersonen zusammengeschlossen. Die Mitglieder sind schon während ihres Studiums im Bereich Rechtspolitik aktiv.
Der BAKJ veranstaltet regelmäßig rechtspolitische Kongresse und gibt mit verschiedenen Bürgerrechtsorganisationen wie der Humanistischen Union, der Internationalen Liga für Menschenrechte, dem Komitee für Grundrechte und Demokratie, der Neuen Richtervereinigung, PRO ASYL, dem Republikanischen Anwältinnen- und Anwälteverein und der Vereinigung Demokratischer Juristinnen und Juristen den Grundrechte-Report heraus. Er ist zudem Mitherausgeber der Zeitschrift Forum Recht.

## Geschichte des BAKJ
Die Ende der 1980er erstarkende Debatte um die Juristenausbildung in Deutschland war das Gründungsthema des am 10. Dezember 1989 in Freiburg gegründeten BAKJ. Dieser brachte ein bundesweites Bündnis aus Forum Recht, BAKJ, ASJ, BAG Demokratie und Recht der GRÜNEN, AStA und Fachschaft Jura der Universität Bielefeld, Neue Richter Vereinigung, RAV, Richter und Staatsanwälte in der ÖTV, Strafverteidiger-Vereinigung und VDJ zusammen und setzte sich für eine Reform in Richtung einphasige Ausbildung ein. Dieses vertrat er auch wie schon die so erfolgreichen Referendare und Referendarinnen 1970, auf dem deutschen Juristen Tag (DJT) vom 18. bis 21. September 1990, der wieder einmal ein entscheidender Punkt in der Debatte um die Ausbildung sein würde. Letztlich konnte er sich jedoch nicht durchsetzen.
Auch in der nächsten großen Diskussion um die juristische Ausbildung, die der Wahl von Rot-Grün 1998 folgte und in die Reform der Juristischen Ausbildung von 2003 mündete, die u. a. die Schwerpunktsbereiche einführte, war der BAKJ federführend im o. g. bundesweiten Bündnis engagiert.
2011 unterstützte der Bundesarbeitskreis kritischer Juragruppen die „Petition zur Einbeziehung von Strafgefangenen in die Rentenversicherung“ des Komitees für Grundrechte und Demokratie.
Wegen inhaltlicher Differenzen um die Teilnahme Rita Süssmuths an der Vorstellung des Grundrechte-Reports gehörte der arbeitskreis kritischer juristinnen und juristen an der Humboldt-Universität zu Berlin (akj-berlin) vom 7. Juni 2001 an nicht mehr zum BAKJ. Er nahm jedoch 2013 wieder am BAKJ Kongress in Hamburg teil und wurde damit am 16. Juni 2013 wieder Mitglied im BAKJ.
Auf dem Winterkongress vom 17. bis 18. November 2012 in Leipzig wurde das neue Selbstverständnis des BAKJ verabschiedet und der AKJ Freiburg aufgrund inhaltlicher Differenzen in der Frage, ob Mitglieder des BAKJ Neonazis verteidigen dürfen, aus dem BAKJ ausgeschlossen. Der AKJ Freiburg änderte jedoch 2014 seine Haltung in dieser Frage und wurde auf dem Sommerkongress 2014 in Frankfurt wieder in den BAKJ aufgenommen. Im Jahr 2018 veranstaltete der Arbeitskreises Kritischer Jurist*innen (AKJ*) Halle (Saale) mit Unterstützung der Rosa-Luxemburg-Stiftung den Sommerkongress in Halle/Saale, der sich eingehend mit dem Ausnahmezustand beim G20-Gipfel in Hamburg im Jahr 2017 beschäftigte.

## Lokale Gruppen
Im BAKJ aktive Gruppen sind derzeit:
- Kritische JuristInnen an der FU Berlin
- Arbeitskreis kritischer Jurist_innen – Juristische Fakultät der Uni Bremen
- arbeitskreis kritischer jurist*innen an der Humboldt-Universität zu Berlin[16][17]
- Arbeitskreis kritischer Juristinnen und Juristen (AKJ) TU Dresden
- Arbeitskreis kritischer Jurist_Innen Frankfurt a. M.
- Arbeitskreis kritischer Jurist*innen Freiburg
- Basisgruppe Jura Göttingen
- kritische Jurist_innen an der Uni Graz
- Arbeitskreis kritischer JuristInnen Greifswald
- Arbeitskreis kritischer Jurist*innen (AKJ*) Halle (Saale)
- Hamburgs Aktive Jurastudent_innen (HAJ)
- Kritische Jurastudierende Hamburg (KJS)
- Arbeitskreis Kritischer Jurist*innen (AKJ*) Jena
- Arbeitskreis Kritischer JuristInnen (AKJ) Kiel
- Arbeitskreis Kritischer JuristInnen Konstanz
- Kritische Jurist*innen Leipzig
- Kritischen Juristinnen und Juristen Münster
- Arbeitskreis kritischer Jurist*innen Passau[18]
- kritische Jus-Student_innen in Wien
- Arbeitskreis kritischer JuristInnen Tübingen[19]
- Arbeitskreis kritischer Jurist*innen (AKJ) Bonn
- Arbeitskreis kritischer Jurist*innen Potsdam[20]
- Kritische Jurist*innen Heidelberg[21]
- Arbeitskreis kritischer Jurist:innen Köln
- Arbeitskreis kritischer JuristInnen München
- Arbeitskreis kritischer Jurist*innen Würzburg

Nicht aktiv sind zurzeit:
- Arbeitskreis kritischer JuristInnen Bielefeld
- Arbeitskreis kritischer JuristInnen Osnabrück

## Bekannte ehemalige Mitglieder
- Georg Restle, Moderator des TV-Politmagazins Monitor
- Andreas Fischer-Lescano, Professor für Rechtswissenschaft an der Universität Bremen, Mitherausgeber der Zeitschrift Kritische Justiz, Gründungsmitglied des Instituts Solidarische Moderne (ISM)
- Eva Kocher, Professorin für Rechtswissenschaft an der Europa-Universität Viadrina, Herausgeberin der Zeitschrift Kritische Justiz
- Sonja Buckel, Professorin für Politikwissenschaft an der Universität Kassel, Mitherausgeberin der Zeitschrift Kritische Justiz,  Gründungsmitglied der Assoziation für kritische Gesellschaftsforschung und Kuratoriumssprecherin des ISM
- Ronen Steinke, Redakteur im Ressort Außenpolitik der Süddeutschen Zeitung, Autor des Werks Fritz Bauer. Oder Auschwitz vor Gericht. (Biografie mit einem Vorwort von Andreas Voßkuhle)[22]
- Nora Markard, Professorin für Internationales Öffentliches Recht und Internationalen Menschenrechtsschutz an der Universität Münster. Gründungs- und Vorstandsmitglied der Gesellschaft für Freiheitsrechte.
- Kai Ambos, Professor für Strafrecht, Strafprozessrecht, Rechtsvergleichung und internationales Strafrecht an der Georg-August-Universität Göttingen, Richter am Landgericht Göttingen und am Kosovo-Sondertribunal (KSC).

## Liste der Kongresse
- Winter 2006: HAJ Hamburg: Recht und Geschlecht
- Sommer 2007: AKJ Freiburg: Ich kann so nicht arbeiten! – Beschäftigung und Gerechtigkeit in einer globalisierten Welt
- Winter 2007: AKJ Münster: Bist du sicher? – Strafvollzug, Kriminalpolitik und soziale Kontrolle
- Sommer 2008: AKJ Greifswald: Rechtstheorie für Rechtspolitik und Rechtskritik
- Winter 2008: Basisgruppe Jura Göttingen: BRAVE NEW EUROPE – Multinationales Recht und politische Wirklichkeit
- Sommer 2009: AKJ Bremen: Lieber Staat, … – globale soziale Rechte mit, ohne oder gegen den Staat?
- Winter 2009: KJ Berlin (FU): Wollen wir Recht haben? – Zwischen rechtspolitischer Praxis und Systemkritik
- Sommer 2010: HAJ Hamburg: Eigentum, Diebstahl oder Grundrecht? Aneignungskonflikte im Kapitalismus
- Winter 2010: AKJ Frankfurt: Zum Verhältnis von Emanzipation und Recht
- Sommer 2011: Recht.Links Wien: Recht und Herrschaft: Subjektivierung – Hegemonie – Zwang
- Winter 2011: KJ Berlin (FU): Grenzenlos werden
- Sommer 2012: AKJ Greifswald: Über Leben in Abhängigkeit
- Winter 2012: KJ Leipzig: Selbstverständnis von kritischen Jurist_innen
- Sommer 2013: HAJ Hamburg: ÜBER:DRUCK – Repression und Recht
- Winter 2013: AKJ Berlin (HU): Recht Praktisch
- Sommer 2014: AKJ Frankfurt: Sim City – Recht und Stadt
- Winter 2014: AKJ Frankfurt: 25 Jahre BAKJ – Rückblick, Workshops, Open Space
- Sommer 2015: KJ Berlin (FU): recht:rassistisch
- Winter 2015: AKJ Freiburg: Strafrecht – Kritischer Teil[23]
- Sommer 2016: KJ Leipzig: Recht queerfeministisch – eine kritische Auseinandersetzung mit Geschlecht im Recht[24]
- Winter 2016: AKJ Greifswald: ...vor Gericht – eine kritische Auseinandersetzung mit der Gerichtspraxis[25]
- Sommer 2017: AKJ Jena: Das überwachte Subjekt[26]
- Winter 2017: AKJ Potsdam: recht: international[27]
- Sommer 2018: AKJ Halle (Saale): Ausnahmezustand[14]
- Winter 2018: AKJ Frankfurt: Arbeitskampf und Klassenrecht
- Sommer 2019: AKJ Hamburg: Stammheim, Stadion, Staatsgefährdung!? Der politische Strafprozess
- Winter 2019: KJ Leipzig: Schöne neue Welt? – Sicherheitsgesellschaft und Perspektiven der Gegenwehr
- Sommer 2020: KJ Berlin (FU) (online): Eigentümliche Verhältnisse – Eine kritische Auseinandersetzung mit dem Eigentum[28]
- Winter 2020: AKJ Freiburg: Klima und Recht[29]
- Sommer 2021: KJ Heidelberg (online): Das Sozialstaatsprinzip: Nur eine leere Phrase?[30]
- Sommer 2022: AKJ Würzburg: Die Ambivalenz von Recht
- Sommer 2023: KJLeipzig/AKJ Halle: Recht queerfeministisch[31]